# Règles de compétition du Mah-jong
 (août 2025).
La mise en forme du texte ne suit pas les recommandations de Wikipédia : il faut le « wikifier ».
Les points d'amélioration suivants sont les cas les plus fréquents :
- Les titres sont pré-formatés par le logiciel. Ils ne sont ni en capitales, ni en gras.
- Le texte ne doit pas être écrit en capitales (les noms de famille non plus), ni en gras, ni en italique, ni en « petit »…
- Le gras n'est utilisé que pour surligner le titre de l'article dans l'introduction, une seule fois.
- L'italique est rarement utilisé : mots en langue étrangère, titres d'œuvres, noms de bateaux, etc.
- Les citations ne sont pas en italique mais en corps de texte normal. Elles sont entourées par des guillemets français : « et ».
- Les listes à puces sont à éviter, des paragraphes rédigés étant largement préférés. Les tableaux sont à réserver à la présentation de données structurées (résultats, etc.).
- Les appels de note de bas de page (petits chiffres en exposant, introduits par l'outil «  Source ») sont à placer entre la fin de phrase et le point final[comme ça].
- Les liens internes (vers d'autres articles de Wikipédia) sont à choisir avec parcimonie. Créez des liens vers des articles approfondissant le sujet. Les termes génériques sans rapport avec le sujet sont à éviter, ainsi que les répétitions de liens vers un même terme.
- Les liens externes sont à placer uniquement dans une section « Liens externes », à la fin de l'article. Ces liens sont à choisir avec parcimonie suivant les règles définies. Si un lien sert de source à l'article, son insertion dans le texte est à faire par les notes de bas de page.
- La présentation des références doit suivre les conventions bibliographiques. Il est recommandé d'utiliser les modèles {{Ouvrage}}, {{Chapitre}}, {{Article}}, {{Lien web}} et/ou {{Bibliographie}}. Le mode d'édition visuel peut mettre en forme automatiquement les références.
- Insérer une infobox (cadre d'informations à droite) n'est pas obligatoire pour parachever la mise en page.

Pour une aide détaillée, merci de consulter Aide:Wikification.
Si vous pensez que ces points ont été résolus, vous pouvez retirer ce bandeau et améliorer la mise en forme d'un autre article.
Les règles de compétition du Mah-jong (Mah-jong Competition Rules ou MCR) sont des règles du Mah-jong standardisées par la All-China Sports Federation (en) en juillet 1998 afin d'uniformiser les règles du jeu pour qu'il puisse être joué en compétition.
Un championnat du monde utilisant ces règles eut lieu pour la première fois au Japon en 2002. L'adoption de ces règles en Europe a permis la popularisation du jeu.

## Distribution et déroulement du jeu
La distribution se fait selon la méthode traditionnelle, cependant toutes les tuiles sont jouées, il n'y a pas de Colline.
Étant donné que certaines combinaisons dépendent des tuiles jetées, l'écart des joueurs doit être ordonné. Il consiste généralement en des rangées de 6 tuiles dans la partie de l'Empire céleste devant le joueur.
La partie se termine lorsqu'un joueur a déclaré un Mah-jong valide ou qu'il n'y a plus de tuiles dans le mur. Si un Mah-jong a été déclaré mais qu'il est jugé invalide, la partie continue mais le joueur ayant déclaré le faux Mah-jong ne peut plus gagner. On dit qu'il a une main morte.
À la fin d'une partie, les vents tournent systématiquement même si le gagnant est vent d'Est. Un jeu complet de Mah-jong selon les règles MCR contient donc exactement 16 parties. 
À la fin de chaque tour de vent, les joueurs changent de place selon le principe suivant :
|          | Tour Est | Tour Sud | Tour Ouest | Tour Nord |
| Joueur 1 | Est      | Sud      | Ouest      | Nord      |
| Joueur 2 | Sud      | Est      | Nord       | Ouest     |
| Joueur 3 | Ouest    | Nord     | Sud        | Est       |
| Joueur 4 | Nord     | Ouest    | Est        | Sud       |

## 81 combinaisons
La méthode officielle est caractérisée par une série de 81 combinaisons rapportant entre 1 et 88 points.
| N° | Nom français                       | Nom anglais                      | Points | Description | Implication                                                       | Exemple |
| -- | ---------------------------------- | -------------------------------- | ------ | --- | ----------------------------------------------------------------- | ------- |
| 1  | Quatre grands vents                | Big Four Wind                    | 88     | Une main avec les 4 pungs de vents | 3 grands vents Tout pung Vent du tour Vent du joueur Pung de Vent |         |
| 2  | Trois grands dragons               | Big Three Dragon                 | 88     | Une main avec les 3 pungs de dragons | 2 Dragons Pung de Dragon                                          |         |
| 3  | Main verte                         | All Green                        | 88     | Une main uniquement composé de tuiles vertes (Dragon vert, 2, 3, 4, 6, 8 de bambou)                                                        |                                                                   |         |
| 4  | Neuf portes                        | Nine Gates                       | 88     | Main pure tout cachée, composée des tuiles 1-1-1 2 3 4 5 6 7 8 9-9-9 d'une famille (main à 9 attentes)                                     | Main pure Tout caché donné Pung d'extrémité                       |         |
| 5  | Quatre kongs                       | Four Kongs                       | 88     | | Attente sur la paire                                              |         |
| 6  | Sept paires pures consécutives     | Seven Shifted Pairs              | 88     | | Main pure Tout caché donné attente sur la paire                   |         |
| 7  | Les treize lanternes merveilleuses | Thirteen Orphans                 | 88     | Main spéciale composée de tous les honneurs et toutes les extrémités de chaque famille plus une en double                                  | Tout type Tout caché donné                                        |         |
| 8  | Tout extrémité                     | All Terminals                    | 64     | Main uniquement composée d'extrémités (Pung et Paire)                                                                                      | Tout pung Pung d'extrémité Pas d'honneur                          |         |
| 9  | Quatre petits vents                | Little Four Winds                | 64     | Une main avec 3 pungs de vents et une paire du 4e                                                                                          | 3 grands vents Pung de Vent                                       |         |
| 10 | Trois petits dragons               | Little Three Dragons             | 64     | Une main avec 2 pungs de dragons et une paire du 3e                                                                                        | 2 Dragons Pung de Dragon                                          |         |
| 11 | Tout Honneur                       | All Honors                       | 64     | Main uniquement composée d'honneurs (Pung et Paire)                                                                                        | Tout pung Extrémité et Honneurs Pung de Vent                      |         |
| 12 | Quatre pungs cachés                | Four Concealed Pungs             | 64     | | Tout pung Tout caché donné                                        |         |
| 13 | Deux dragons dans une famille      | Pure Terminal chows              | 64     | 2 chows d'extrémité et la Paire de 5 dans 1 famille                                                                                        | Main pure Tout show Double chow pur Double chow d'extrémité       |         |
| 14 | Quadruple chows purs               | Quadruple Chow                   | 48     | 4 chows identiques dans la même famille | 4 identiques Double chow pur                                      |         |
| 15 | Quatre pungs purs consécutifs      | Four Pure Shifted Pungs          | 48     | 4 pungs consécutifs dans la même famille                                                                                                   | Tout pung                                                         |         |
| 16 | Quatre chows purs superposés       | Four Pure Shifted chows          | 32     | | Petite suite Chow d'extrémité                                     |         |
| 17 | Trois kongs                        | Three Kongs                      | 32     | |                                                                   |         |
| 18 | Tout honneur et extrémité          | All Terminals and honors         | 32     | Main uniquement composée d'honneurs et d'extrémités (Pung et Paire)                                                                        | Tout pung Extrémité et Honneurs Pung d'extrémité Pung de Vent     |         |
| 19 | Sept paires                        | Seven Pairs                      | 24     | Main cachée spéciale composée de 7 paires                                                                                                  | Tout caché donné attente sur la paire                             |         |
| 20 | Grand serpentin                    | Greater Honors and knitted Tiles | 24     | Main cachée spéciale composée des 7 honneurs et de tuiles d'une famille serpentin                                                          | Tout caché donné Tout type                                        |         |
| 21 | Tout pung pair                     | All Even Pungs                   | 24     | Main tout Pungs dont tous les pungs et la paire sont des tuiles paires                                                                     | Tout pung tout ordinaire                                          |         |
| 22 | Main pure                          | Full Flush                       | 24     | Main dont toutes les tuiles sont de la même famille                                                                                        | Pas d'honneur                                                     |         |
| 23 | Triple chows purs                  | Pure Triple Chow                 | 24     | 3 chows identiques dans la même famille | 2 chows identiques                                                |         |
| 24 | Trois pungs purs consécutifs       | Pure Shifted Pungs               | 24     | 3 pungs consécutifs dans la même famille                                                                                                   |                                                                   |         |
| 25 | Les trois derniers                 | Upper Tiles                      | 24     | Main composée uniquement de tuiles 7-8-9                                                                                                   | Pas d'honneur                                                     |         |
| 26 | Les trois milieux                  | Middle Tiles                     | 24     | Main composée uniquement de tuiles 4-5-6                                                                                                   | Pas d'honneur tout ordinaire                                      |         |
| 27 | Les trois premiers                 | Lower Tiles                      | 24     | Main composée uniquement de tuiles 1-2-3                                                                                                   | Pas d'honneur                                                     |         |
| 28 | Grande suite pure                  | Pure Straight                    | 16     | Suite de tuiles de 1 à 9 dans une même famille                                                                                             |                                                                   |         |
| 29 | Deux dragons dans trois familles   | Three Suited Terminal chows      | 16     | 2 chows d'extrémités dans 2 familles différentes et la paire de 5 dans la 3e                                                               | Tout show Double chow pur Double chow d'extrémité                 |         |
| 30 | Trois chows purs superposés        | Pure Shifted chows               | 16     | 3 chows superposés dans une seule famille les chows peuvent se superposer d'une ou deux tuiles                                             |                                                                   |         |
| 31 | Cinq partout                       | All Fives                        | 16     | Main dont toutes les combinaisons et la paire contiennent un 5                                                                             | Tout ordinaire                                                    |         |
| 32 | Triple pungs                       | Triple Pung                      | 16     | 3 pungs de même valeur dans les 3 familles                                                                                                 |                                                                   |         |
| 33 | Trois pungs cachés                 | Three Concealed pungs            | 16     | |                                                                   |         |
| 34 | Petit serpentin                    | Lesser Honors and Knitted Tiles  | 12     | Combinaison d'honneurs isolés et de tuiles d'une famille serpentin                                                                         | Tout type Tout caché donné                                        |         |
| 35 | Suite serpentin                    | Knitted straight                 | 12     | Les tuiles 3-6-9 1-4-7 2-5-8 dans chacune des trois familles                                                                               |                                                                   |         |
| 36 | Les quatre derniers                | Upper Four                       | 12     | Main composée uniquement de tuiles 6-7-8-9                                                                                                 | Pas d'honneur                                                     |         |
| 37 | Les quatre premiers                | Lower Four                       | 12     | Main composée uniquement de tuiles 1-2-3-4                                                                                                 | Pas d'honneur                                                     |         |
| 38 | Trois grands vents                 | Big Three Winds                  | 12     | 3 pungs de vent | Pung de vent                                                      |         |
| 39 | Grande suite                       | Mixed Straight                   | 8      | Un chow 1-2-3 dans une famille, 4-5-6 dans la deuxième et 7-8-9 dans la 3e                                                                 |                                                                   |         |
| 40 | Symétrie                           | Reversible Tiles                 | 8      | Main composée uniquement de tuiles symétriques (tous les cercles sauf le 6 et le 7, tous les bambous sauf le 1, 3 et 7 et le dragon blanc) | 1 famille absente                                                 |         |
| 41 | Triple chows                       | Mixed Triple Chow                | 8      | 3 chows identiques dans chacune des familles                                                                                               | Double chow                                                       |         |
| 42 | Trois pungs consécutifs            | Mixed Shifted Pungs              | 8      | 3 pungs consécutifs dans chacune des familles                                                                                              |                                                                   |         |
| 43 | Main sans valeur                   | Chicken Hand                     | 8      | Main qui autrement ne rapporterait aucun point                                                                                             |                                                                   |         |
| 44 | Dernière tuile tirée               | Last Tile Draw                   | 8      | Gagner en piochant la dernière tuile du mur                                                                                                | Tiré soi même                                                     |         |
| 45 | Dernière tuile jetée               | Last Tile Claim                  | 8      | Gagner sur la dernière tuile défaussée |                                                                   |         |
| 46 | Finir sur kong                     | Hu While Kong                    | 8      | Gagner sur la tuile de compensation d'un Kong                                                                                              | Tiré soi même                                                     |         |
| 47 | Kong volé                          | Robbing The Kong                 | 8      | Gagner sur la tuile d'un Pung exposé transformé en Kong                                                                                    | Dernière tuile existante                                          |         |
| 48 | Deux kongs cachés                  | Two concealed kongs              | 8      | |                                                                   |         |
| 49 | Tout pung                          | All pungs                        | 6      | Main composée uniquement de Pungs |                                                                   |         |
| 50 | Semi pure                          | Half Flush                       | 6      | Main composée uniquement d'honneurs et de tuiles d'une seule famille                                                                       | 1 famille absente                                                 |         |
| 51 | Trois chows superposés             | Mixed Shifted chows              | 6      | 3 chows superposés dans les 3 familles. Les chows se superposent de deux tuiles (Ex 2-3-4 cercle, 3-4-5 bambou, 4-5-6 caractère)           |                                                                   |         |
| 52 | Tout type                          | All types                        | 6      | Main composée d'une combinaison dans chaque type de tuiles (3 familles, Dragon, Vent)                                                      |                                                                   |         |
| 53 | Tout exposé                        | Melded hand                      | 6      | Main dont toutes les combinaisons sont exposées. La tuile gagnante est obligatoirement donnée                                              | Attente sur la paire                                              |         |
| 54 | Deux dragons                       | Two Dragons Pungs                | 6      | 2 pungs de dragons | Pung de dragon                                                    |         |
| 55 | Extrémités ou honneurs partout     | Outside Hand                     | 4      | Main dont toutes les combinaisons et la paire contiennent un honneur, un 1 ou un 9                                                         |                                                                   |         |
| 56 | Tout caché tiré                    | Fully concealed                  | 4      | Main dont toutes les combinaisons sont cachées. La tuile gagnante est obligatoirement tirée                                                |                                                                   |         |
| 57 | Deux kongs exposés                 | Two Melded Kongs                 | 4      | |                                                                   |         |
| 58 | Dernière tuile existante           | Last Tile                        | 4      | La tuile gagnante est la dernière existante. Les 3 autres ont été défaussées ou font partie de combinaisons exposées                       |                                                                   |         |
| 59 | Pung de dragons                    | Dragon Pung                      | 2      | |                                                                   |         |
| 60 | Vent dominant                      | Prevalent Wind                   | 2      | Pung du Vent dominant |                                                                   |         |
| 61 | Vent du joueur                     | Seat Wind                        | 2      | Pung du Vent du joueur |                                                                   |         |
| 62 | Tout caché donné                   | Concealed Hand                   | 2      | Main dont toutes les combinaisons sont cachées. La tuile gagnante est obligatoirement donnée                                               |                                                                   |         |
| 63 | Tout chow                          | All chows                        | 2      | Main sans honneur dont toutes les combinaisons sont des chows                                                                              | Pas d'honneur                                                     |         |
| 64 | Quatre identiques                  | Tile Hog                         | 2      | Main contenant une tuile en 4 exemplaires qui n'est pas un Kong                                                                            |                                                                   |         |
| 65 | Double pungs                       | Double Pung                      | 2      | 2 pungs identiques |                                                                   |         |
| 66 | Deux pungs cachés                  | Two Concealed Pungs              | 2      | |                                                                   |         |
| 67 | Kong caché                         | Concealed Kong                   | 2      | |                                                                   |         |
| 68 | Tout ordinaire                     | All Simples                      | 2      | Main ne contenant que des tuiles ordinaires (entre 2 et 8)                                                                                 | Pas d'honneur                                                     |         |
| 69 | Double chow pur                    | Pure Double Chow                 | 1      | 2 chows identiques dans la même famille |                                                                   |         |
| 70 | Double chow                        | Mixed Double Chow                | 1      | 2 chows identiques dans 2 familles différentes                                                                                             |                                                                   |         |
| 71 | Petite suite pure                  | Short Straight                   | 1      | 2 chows qui se suivent dans la même famille                                                                                                |                                                                   |         |
| 72 | Deux chows purs d'extrémités       | Two Terminal chows               | 1      | 2 chows 1-2-3 et 7-8-9 dans la même famille                                                                                                |                                                                   |         |
| 73 | Pung de vents ou d'extrémités      | Pung of Terminals or Honors      | 1      | |                                                                   | ,       |
| 74 | Kong exposé                        | Melded Kong                      | 1      | |                                                                   |         |
| 75 | Une famille absente                | One Voided Suit                  | 1      | Main ne contenant pas de tuile d'une famille                                                                                               |                                                                   |         |
| 76 | Pas d'honneur                      | No Honor                         | 1      | Main ne contenant pas d'honneurs |                                                                   |         |
| 77 | Finir d’un côté                    | Edge Wait                        | 1      | Attendre le 3 d'un chow 1-2-3 ou le 7 d'un chow 7-8-9                                                                                      |                                                                   |         |
| 78 | Finir au milieu                    | Closed Wait                      | 1      | Attendre sur la tuile du milieu d'un chow (par exemple le 4 d'un chow 3-4-5)                                                               |                                                                   |         |
| 79 | Finir sur la paire                 | Single Wait                      | 1      | Attendre sur une tuile de la paire |                                                                   |         |
| 80 | Tirer soi-même                     | Self Drawn                       | 1      | Tirer la tuile gagnante du mur |                                                                   |         |
| 81 | Fleur ou saison                    | Flower Tiles                     | 1      | Ne compte que si les autres combinaisons font un minimum de 8 points                                                                       |                                                                   |         |

Ces combinaisons peuvent se cumuler entre elles.
Ex 
La combinaison ci-dessus donne : grande suite pure 16 points, semi pure 6 points, pung de vent 1 point, soit un minimum de 23 points (minimum car il ne prend pas en compte les éventuels points d'attente ou d'exposition)
Le gagnant est le premier joueur à annoncer un Mah-jong dont le total des combinaisons fait un minimum de 8 points (sans compter les fleurs et les saisons). Si plusieurs joueurs annoncent Mah-jong en même temps, le gagnant est le premier joueur situé après le joueur qui a jeté la tuile.

### Complément
Une main sans valeur (no 43)est une main qui ne rapporte aucun point, elle doit donc:
- obligatoirement comporter une seule paire d'honneur (sinon pas d'honneur ou pong d'honneur rapportent un point)
- obligatoirement comporter une combinaison exposée et une combinaison cachée
- ne pas avoir de famille absente
- la tuile gagnante ne doit pas être une attente ou la dernière tuile existante et ne peut pas être tirée soi même

Les serpentins (suite serpentin, petit et grand serpentins) sont des Mah-jong spéciaux qui ne correspondent pas aux combinaisons classiques chows ou pung.
Ils sont basés sur les tuiles d'une famille serpentin. La famille serpentin ressemble à une grande suite (toutes les tuiles de 1 à 9, 3 tuiles dans chaque famille). Les 3 tuiles de chaque famille, doivent être composées de numéros qui ne permettent pas de faire de chow, c.a.d qui sont écartées de 2 numéros soit : 
- 1-4-7
- 2-5-8
- 3-6-9

La combinaison suite serpentin, doit obligatoirement contenir la famille serpentin en entier. La quatrième combinaison et la paire ne sont pas imposées. Les combinaisons de la famille serpentin sont considérés comme des chows, mais n'étant pas des chows valides, ils ne peuvent être exposés et aucun point d'attente ne leur est appliqué. Par contre, la quatrième combinaison peut l'être, on peut donc compter tout caché donné si elle n'est pas exposée.
Suite serpentin, tout caché donné, tout chow, attente au milieu
Suite serpentin, tout type, pung de dragon. Pas d'attente même si seule le 3 de bambou est une tuile gagnante
Le grand serpentin est une main composée des 7 tuiles d'honneur en exemplaire unique complétée par 7 tuiles d'une famille serpentin incomplète.
Ne comprenant aucune combinaison valide, c'est une main qui doit rester cachée, impliquant donc tout caché donné. Tout type étant aussi implicite, les seules combinaisons pouvant être comptabilisées sont Tout caché tiré et Dernière tuile existante.
     
Grand serpentin, Tout caché tiré
Un petit serpentin est un grand serpentin ne comprenant pas tous les honneurs. S'il comporte les 9 tuiles de la famille serpentin, suite serpentin peut être comptabilisée.
Petit serpentin, tout caché tiré
Petit serpentin, Suite serpentin

## Valeur de la main
Toutes les combinaisons de la main comptent pour déterminer sa valeur, toutefois les principes suivants doivent être appliqués :
- principe d'implication : on ne compte pas une combinaison qui est implicite. Ex on ne compte pas pas d'honneur si on a annoncé tout chow (car tout chow est obligatoirement sans honneur).
- principe de non-séparation : on ne peut pas réarranger sa main pour former d'autres combinaisons. Ex si on a 3 chow identiques purs cachés, on ne peut pas aussi compter 3 pung purs consécutifs. C'est l'un ou l'autre.
- principe de non-identique : on ne peut pas utiliser une même figure pour faire 2 combinaisons identiques.

Soit par exemple la main suivante :
Soit on compte 3 chows superposés 123,234,345 soit 234,345,456 mais on ne peut pas compter 12 points, car on réutilise 2 fois la même figure pour faire 2 combinaisons identiques. Par contre on peut compter 3 chows superposés et une petite suite.
- principe d'exclusion : une fois qu'une figure est utilisée dans une combinaison, elle ne peut être reutilisée qu'avec une figure non encore comptabilisée pour faire une autre combinaison (mais différente, cf ci-dessus).

Ex soit la main suivante :
Les 3 premiers chows forment une grande suite qui vaut 8 points ; elles sont donc déjà utilisées pour former une combinaison gagnante. Le chow 789 de rond ne peut donc être utilisé qu'une fois, soit avec le chow 789 de bambou pour un double chow, soit avec le chow 123 de rond pour 2 chows purs d'extrémité, mais pas pour les 2. Cette règle est particulièrement cruciale lorsque l'on fait un mahjong qui ne compte que des "petites" combinaisons

### Subtilités du score
La colonne Implication du tableau des combinaisons ci-dessus donne la liste des combinaisons qui ne peuvent pas être comptées en vertu du principe d'implication
Par contre, il se peut qu'une combinaison implique obligatoirement plusieurs autres combinaisons au choix, si elles sont de valeur différente, le principe d'implication ne s'applique pas et on peut compter les 2.
Ex : la main verte est forcément au moins semi-pure, mais vu qu'elle peut être aussi main pure on peut la compter. C'est donc une combinaison à 94 points minimum.
De même les 4 chows superposés purs ont forcément une famille absente, mais ils peuvent aussi appartenir à des mains semi-pures ou pures donc on peut compter le point. Par contre 4 chows superposés contient forcément soit une petite suite (dans le cas de chows superposés d'une tuile), soit des chows d'extrémité (dans le cas de chows superposés de deux tuiles). Comme ces combinaisons valent toutes les deux 1 point, la superposition s'applique et elles ne comptent pas.
Cas particulier du tout caché :
certaine combinaisons sont implicitement tout caché (7 paires, serpentins...), mais elles peuvent être tout caché donné ou tout caché tiré. Dans ce cas là, on compte les 4 points en cas de tout caché tiré mais pas les 2 points en cas de tout caché donné. C'est injuste mais c'est comme ça.
Il peut aussi arriver que deux combinaisons impliquent une troisième, dans ce cas là le principe d'implication ne s'applique pas et on peut compter les trois.
Les mains en attente unique doivent vraiment être en attente unique :
On n'attend pas sur la paire si on a une main similaire à
plus subtil, on n'attend pas au milieu sur une main pure similaire à :
Car si l'on réarrange, il existe une autre attente :
En cas de Mah-jong tiré soi même, la combinaison de la tuile tirée compte comme une combinaison cachée. Ainsi une combinaison 2 Pungs cachés (2 points) sur une victoire donnée devient 3 Pungs cachés (16 points) sur une victoire tirée.

### Petites combinaisons classiques
Comme les points des combinaisons se cumulent, il n'est pas nécessaire d'avoir au minimum une combinaison à 8 points pour annoncer Mah-jong. 
Voici quelques combinaisons typiques des mains dont la combinaison principale est inférieure à 8 points :
- 3 chows superposés + tout chow
- tout type + pung de dragon (ou un pung de vent à 2 points)
- semi pure + pung de dragon (ou un pung de vent à 2 points)
- tout caché + tout chow + tout ordinaire (8 points si tiré, 2 petits points à trouver si donné : double chow, petite suite...)
- dernière tuile existante + 4 tuiles identiques : si l'on expose un pung, la 4e tuile vaudra 6 points si on l'utilise dans une autre combinaison...
- honneur et extrémités partout + tout chow : a combiner avec des double chow, chow pur d'extrémité ou famille absente. À noter que honneur et extrémités partout vaut en réalité au minimum 6 points, quelle que soit la main.

### Cas des Kongs
Tous les combinaisons de Kongs ne font pas l'objet d'une combinaison explicite. Ainsi, il peut y avoir ambiguïté sur la façon de les compter.

#### Combinaisons à 2 Kongs
2 Kongs exposés correspond à la combinaison no 57 et vaut 4 points
2 Kongs cachés correspond à la combinaison no 48 et vaut 8 points
La seule ambiguïté est donc le cas 1 Kong exposé + 1 Kong caché. La convention pour cette combinaison est de compter la combinaison 2 Kongs exposés comme 2 Kongs et d'ajouter les 2 points de Kong caché (no 67) soit 4+2=6 points

#### Combinaisons à 3 et 4 Kongs
Les combinaisons à 3 et 4 Kongs ne spécifient pas l'exposition, on marque donc 32 ou 88 points quel que soit le nombre de Kongs cachés. On peut donc rajouter les points des combinaisons 2 Kongs cachés ou 1 Kong caché.
Bien qu'il n'y ait pas de règlement écrit à ce sujet, la jurisprudence de l'EMA est de ne compter 1 ou 2 Kongs cachés uniquement s'il y a 1 ou 2 Kong cachés. Pour le cas 3 Kongs cachés (respectivement 4) seuls 3 Kongs + 3 Pungs cachés sont comptés (respectivement 4 Kongs + 4 Pungs cachés) alors que 2 Kongs cachés + 1 Kong cachés (respectivement 2*2 Kongs cachés) pourraient théoriquement être admis.
Ex:
On compte 3 Kongs + 3 pungs cachés + 2 Kongs cachés + Tout pung = 32+16+8+6=62 points
On compte 3 Kongs + 3 pungs cachés  = 32+16= 48 points

## Décompte des points
Si le total des points du Mah-jong gagnant est supérieur aux 8 points nécessaires, les points de fleurs et de saisons sont ajoutés. Supposons un total final de N,
- si le gagnant termine sur un écart, le joueur ayant donné la tuile gagnante marque-(N+8) points, les 2 autres -8 points, le gagnant marque la somme totale en positif soit 24+N points
- si le gagnant termine sur une tuile du mur, les 3 autres joueurs marquent -(N+8) points, le gagnant marque la somme totale en positif soit 24+3*N points

Après chaque tour, le total des points doit donc être égal à zéro.
Pour que les points soient comptés, il faut qu'après avoir dévoilé sa main, le gagnant déclare explicitement le nom de chaque combinaison ainsi que son nombre de points associés. Les autres joueurs confirment le résultat. Si le gagnant oublie des points ou s'il sous-évalue une combinaison, ils n'ont pas l'obligation de signaler l'erreur ; par contre, ils peuvent contester si le gagnant sur-évalue sa main. Pour faciliter le comptage, les tuiles de la défausse sont utilisées (1 point par tuile, 10 points pour une tuile face cachée).
En tournoi, seuls les noms de combinaisons en anglais ou en chinois sont théoriquement acceptés, les noms vernaculaires peuvent l'être si les 4 joueurs sont d'accord.

## Pénalités
Les règles MCR étant utilisées en compétition, les fautes de jeu et les écarts de comportement peuvent être pénalisés. 
| Avertissement | Main morte | Points de pénalité |
| --- | --- | --- |
| - Mauvaise annonce de combinaison (le joueur ne peut pas former la combinaison ou se trompe d'annonce) - Révéler des tuiles avant d'annoncer la combinaison. La combinaison est invalide et les tuiles doivent être jetées - Réclamer la tuile avant d'exposer sa combinaison - Faire une fausse combinaison et s'en rendre compte avant d'écarter une tuile, l'erreur peut être corrigée mais les tuiles doivent être écartées - Piocher une tuile au mauvais endroit du mur, s'en rendre compte avant que la tuile soit dans son jeu - Détruire le mur par inadvertance | - Faux Mah-jong sans exposer sa main - Se tromper d'annonce pour le Mah-jong ou révéler ses tuiles avant d'annoncer le Mah-jong - Faux Mah-jong ne contenant pas les 4 combinaisons et paires (main morte et 10 points de pénalité par joueur) - Faire une fausse combinaison, une fois l'écart effectué, il n'est pas possible de corriger et donc impossible de gagner - Piocher une tuile au mauvais endroit du mur et mettre la tuile dans son jeu - Oublier de prendre la tuile d'une combinaison, la main est morte après les deux écarts suivants - Pas assez ou trop de tuiles dans son jeu | - Faux Mah-jong de moins de 8 points (main morte et 10 points de pénalité par joueur) - Oublier de prendre la tuile gagnante (10 points déduit du score) - Les retards entrainent des pénalités proportionnelles au retard pouvant aller jusqu'à une manche perdue par forfait - écarts de comportement, tricherie entrainent la disqualification |

## Tournois
Les règles MCR ont, à la base, été inventées pour jouer au Mah-jong en compétition. En France et en Europe, des tournois sont régulièrement organisés par les différents clubs de Mah-jong. L'EMA (European Mahjong association) centralise les résultats et en déduit un classement européens des joueurs.
Ce classement est calculé selon certains principes, notamment :
- le classement du joueur lors des différents tournois ;
- le niveau MERS des tournois ;
- le nombre de tournois effectué par an (un minimum de 5 tournois sur une période de 3 ans est nécessaire) ;
- l'ancienneté des tournois.

Seuls les tournois de niveau MERS sont comptabilisés dans le classement. Il existe 3 niveaux :
- MERS 5 (le Championnat Européen OEMC et le Championnat du monde WMC) ;
- MERS 2 (les Championnats nationaux) ;
- MERS 1 (les tournois locaux).

Pour pouvoir participer aux tournois de niveaux MERS 5, un quota de joueurs est attribué par pays. En France, les joueurs ayant le classement EMA le plus élevé ont la priorité.
Les tournois de niveaux MERS 1 et plus se déroulent généralement sur deux jours (souvent un week-end). Un nombre prédéterminé de manches est effectué, généralement entre 6 et 8. Chaque manche est limitée dans le temps (2h). Durant cette période, chaque table de 4 joueurs effectuera au maximum 16 parties. Selon le score, chaque joueur se voit attribuer des points de table :
- 1re place : 4 points ;
- 2e place : 2 points ;
- 3e place : 1 points ;
- 4e place : 0 points.

À la fin du tournoi, les joueurs sont classés selon leur total de points de table. Le total des scores permet de départager les égalités.